# 奇爾海豬魚
奇爾海豬魚，為輻鰭魚綱鱸形目隆頭魚亞目隆頭魚科的其中一種，分布於中東太平洋區，從加利福尼亞灣至巴拿馬海域，棲息深度2-69公尺，體長可達17.5公分，棲息在沙底質礁石區，以甲殼類、軟體動物、棘皮動物等為食，生活習性不明。